# Ngolomingi
 (août 2019).
Ngolomingi est un nom personnel bantou utilisé dans la région du Bandundu au Congo-Kinshasa. Ngolo signifie « force », et mingi « plusieurs », et ensemble « personne de plusieurs forces, de plusieurs vertus ».